# كارلوس أندريس راميريز
كارلوس أندريس راميريز (بالإسبانية: Carlos Andrés Ramírez) (1 مايو 1988 في كولومبيا - ) هو لاعب كرة قدم كولومبي في مركز الدفاع. لعب مع أمريكا دي كالي وأونس كالداس ونادي ميلوناريوس وديبورتيفو بيريرا.

## وصلات خارجية
- كارلوس أندريس راميريز على موقع قاعدة بيانات كرة القدم.إي يو (الإنجليزية)
- كارلوس أندريس راميريز على موقع Soccerway.com (الإنجليزية)